# Horbelev
Horbelev er en by på Falster med 574 indbyggere  (2024), beliggende 18 km sydøst for Nørre Alslev, 9 km syd for Stubbekøbing, og 18 km nordøst for kommunesædet Nykøbing Falster. Horbelev hører til Guldborgsund Kommune og ligger i Region Sjælland. I 2012 var Horbelev udnævnt til "Årets Landsby" i Guldborgsund Kommune..
Horbelev hører til Horbelev Sogn. I den nordlige ende af byen ligger Horbelev Kirke, som er nævnt i folkevisen om Hr. Truels og hans døtre.

## Faciliteter
Horbelev Idrætsforening blev stiftet i 1968 og dyrker fodbold, håndbold og gymnastik. Horbelev Hallen åbnede i 1971. Dens cafeteria markedsfører sig som spisested og står også for større arrangementer i hallens selskabslokaler. Ved siden af hallen ligger den integrerede børneinstitution Æblehuset, som er opført i 1993/2009 og normeret til 54 børn i alderen 0-6 år, fordelt på 3 grupper: vuggestue, småbørn og børnehave
Horbelev har en købmandsforretning.
Efter lukning af den lokale folkeskole blev Horbelev Friskole startet i 2004. Da den også måtte lukke, gik en gruppe borgere i aktion for at få vendt udviklingen med affolkning og faldende boligpriser. De dannede Nordøstfalsters Fremtidsforening (NØF), nedsatte et lokalråd og dannede investeringsforeningen NØF Invest, der købte skolen og omdannede den til "Landsbycentret". Her forsøger man at leje en del af lokalerne ud til erhverv, hvilket foreløbig er lykkedes med en genbrugsbutik. Ambitionen er også at gøre skolen til kulturgård for hele Nordøstfalster, bl.a. holder Horbelev Amatør Teater (HAT) til her. Kulturgårdens teatersal og NØF Cafeen med plads til hhv. 50 og 30 personer kan lejes ud til medlemmerne.

### Befolkningstal
Tidligere var der 33 usolgte huse i byen. I 2015 var der kun 10, men byens befolkningstal er stadig stagnerende:
| 2010 | 2011 | 2012 | 2013 | 2014 | 2015 | 2016 | 2017 |
| ---- | ---- | ---- | ---- | ---- | ---- | ---- | ---- |
| 598  | 601  | 595  | 585  | 578  | 583  | 587  | 583  |

## Etymologi
Horbelev omtales i Kong Valdemars Jordebog som Horbærlef og den 12. februar 1502 aom Horberløff. En betvivlet tolkning er, at forleddet er et personnavn, gammeldansk Hornbori. Endelsen er -lev.

## Historie
Horbelev landsby bestod i 1682 af 16 gårde, 3 huse med jord og 6 huse uden jord. Det samlede dyrkede areal udgjorde 353,3 tønder land skyldsat til 78,91 tønder hartkorn. Dyrkningsformen var trevangsbrug.
I 1899 beskrives Horbelev således: "Horbelev (i Vald. Jrdb. Horbærlef) med Kirke, Præstegd., Skole, Andelsmejeri, Tegl- og Kalkværk;". Andelsmejeriet blev oprettet i 1894. På målebordsbladet fra 1800-tallet ligger Eriksdal mejeri 1 km vest for landsbyen, og kortet viser desuden et fattighus. På kortet fra 1900-tallet er mejeriet flyttet ind i byen, og der ses desuden en lægebolig. Forsamlingshuset blev bygget i 1901, en ny skole i 1907.

### Stationsbyen
Stubbekøbing-Nykøbing-Nysted Banen blev åbnet i 1911 blandt andet med station i Horbelev. Stationsbygningen, der er tegnet af H.C. Glahn, er bevaret på Torvegade 13. 2-300 meter af banens tracé er bevaret som sti fra Stengårdsvej mod syd. Stationen havde et langt krydsningsspor og stikspor til svinefold og privat varehus.
Horbelev havde 345 indbyggere i 1906, 393 i 1911 og 411 i 1916. Samtidig med stationen fik byen hotel i 1911, og året efter kom elværket.
Trods jernbanen var stationsbyen nærmest stagnerende i mellemkrigstiden: 420 indbyggere i 1921, 489 i 1925, 502 i 1930, 450 i 1935 og 526 i 1940. I 1930 var næringsfordelingen: 91 levede af landbrug, 160 af håndværk og industri, 59 af handel og omsætning, 48 af transport, 28 af immateriel virksomhed, 41 af husgerning, 70 var ude af erhverv og 5 havde ikke oplyst næringsvej.
Byen var fortsat stagnerende efter 2. verdenskrig: 502 indbyggere i 1945, 510 i 1950, 522 i 1955, 486 i 1960 og 505 i 1965.
Horbelev havde jernbanestation på Stubbekøbing-Nykøbing-Nysted Banens strækning Nykøbing-Stubbekøbing fra 25. maj 1911 til 31. marts 1966.